# Hegensdorf
Hegensdorf ist eine südöstliche Ortschaft der Stadt Büren im Kreis Paderborn, Nordrhein-Westfalen. Der Ort liegt in der Nähe der Ortschaften Weiberg und Leiberg. Zu Hegensdorf gehören auch die Ortsteile Keddinghausen und Okental. Hegensdorf hat 941 Einwohner (Stand 31. Dezember 2019). Der Ortsvorsteher ist Dirk Herbst.

## Geschichte

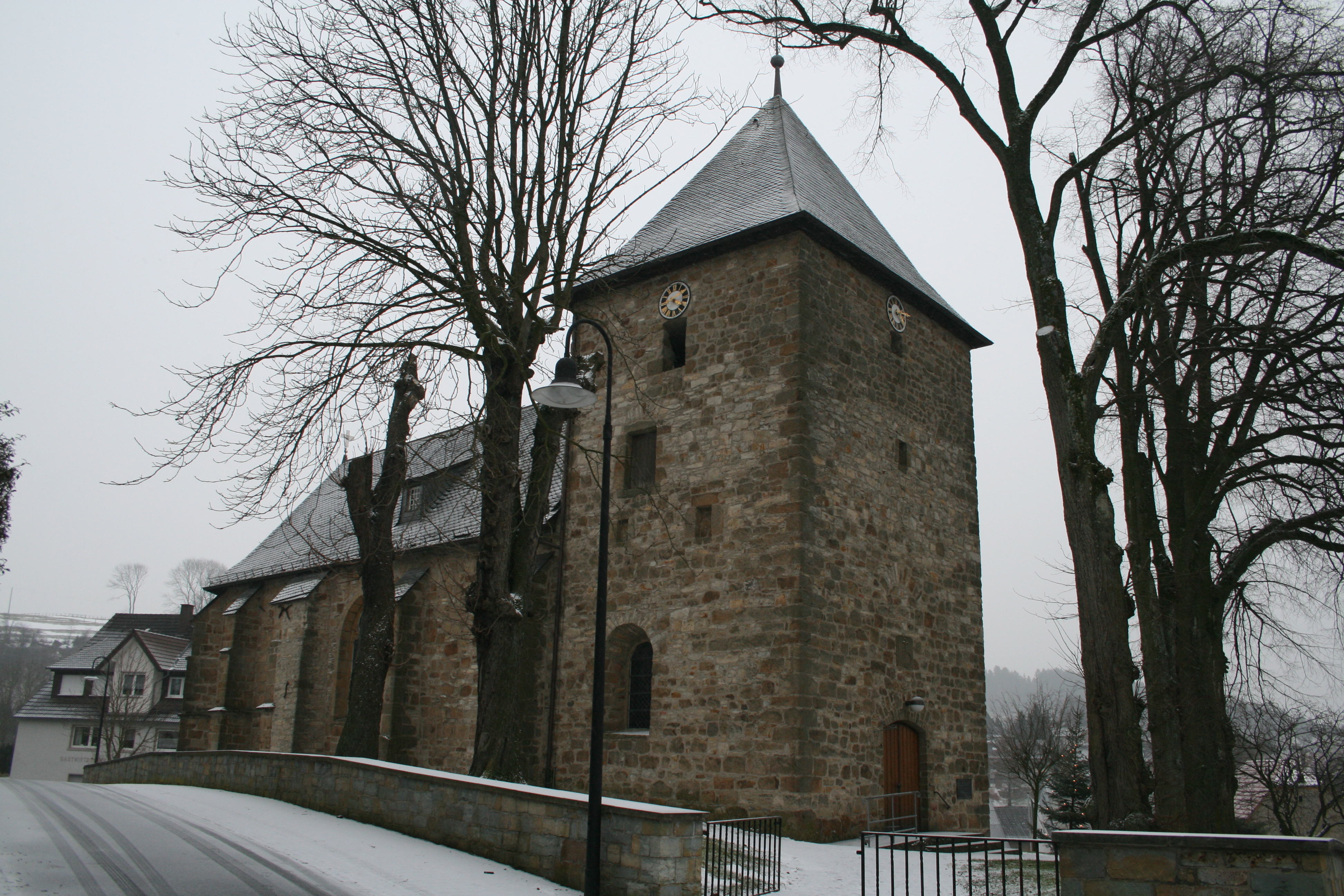
St. Vitus-Kirche in Hegensdorf

Die Ortschaft Hegensdorf ist eine der ältesten Ortschaften Bürens. Im Jahr 975 wurde Hegensdorf zum ersten Mal urkundlich erwähnt. Zu der Zeit war das Kloster Corvey im Besitz der Fläche. Die Kirche des Ortes wurde erstmals im Jahre 1353 erwähnt. Ihr Name „St. Vitus“ lässt aber darauf schließen, dass sie schon wesentlich älter ist. Die Bewohner Hegendorfs verehren seit ca. 750 Jahren ununterbrochen ein heiliges Kreuz. Nach Erzählungen des Volksmundes erhörte das Kreuz Gebete und vollbrachte Wunder. Die Ortschaft Hegensdorf überlebte das Mittelalter, während Nachbarsiedlungen wie Scharboken und Niederandepen wüst fielen. 
Der Ort gehörte bis zu den Napoleonischen Kriegen zur Herrschaft Büren im Hochstift Paderborn. Im Königreich Westphalen bildete der Ort von 1807 bis 1813 eine Gemeinde im Kanton Büren des Distrikts Paderborn im Departement der Fulda. 1816 kam die Gemeinde Hegensdorf zum neuen Kreis Büren, in dem sie bis 1895 zum Amt Büren und danach bis 1974 zum Amt Büren-Land gehörte. Seit dem 1. April 1939 gehört die ehemalige selbstständige Gemeinde Keddinghausen zu Hegensdorf. Am 1. Januar 1975 wurde Hegensdorf in die Stadt Büren eingemeindet.
In den letzten 250 Jahren verdoppelte sich die Einwohnerzahl der Ortschaft. Mittels Eigenleistung erarbeitet sich Hegensdorf im Jahr 2007, im Rahmen eines bundesweit einmaligen Projekts, den Zukunft sichernden Anschluss an das Breitbandnetz.

## Vereine
In Hegensdorf gibt es die Landjugend (KLJB), den Heimatsportverein, den Schützenverein (Heimatbund), den Musikverein, den Landfrauenverein, die Freiwillige Feuerwehr, die Kameradschaft ehemaliger Soldaten, den Reservistenverein, den Heimatverein und den Sportanglerverein.

## Verkehr
Die Ortschaft Hegensdorf liegt an der Landstraße 549.